# 臺中市立圖書館清水分館
臺中市立圖書館清水分館，是位於臺中市清水區的公立圖書館，隸屬臺中市立圖書館。

## 歷史
- 1936年（日治時期昭和十一年）創立，稱為「清水街紀念圖書館」。
- 1945年臺灣戰後時期，臺中縣政府根據原有規模成立「臺中縣立圖書館」。
- 1979年7月，臺中縣立文化中心成立，隔年台中縣立圖書館遷至縣政府所在的豐原市，但仍舊以原有的部份圖書和設備維持正常運作。
- 1982年1月，改為「清水鎮立圖書館」。
- 1989年3月，隨清水鎮公所新建聯合辦公大樓落成，遷移至新大樓四樓。
- 1994年6月，清水紫雲巖管理委員會無償提供場地、經費，成立「清水鎮立圖書館紫雲巖分館」。[1]
- 1997年1月，於現址籌建一座地下一層、地上四層，總建坪達743坪的圖書館新大樓，隔年2月7日落成啟用
- 2010年12月隨台中縣市合併升格為直轄市，清水鎮一併改制為清水區，臺中市政府文化局成立臺中市立圖書館後，各區圖書館管轄由區公所移交至文化局，名稱改為「臺中市清水區圖書館」。
- 2016年3月1日合併各區圖書館，並納編大墩文化中心圖書館及葫蘆墩文化中心圖書館，成立「臺中市立圖書館」，下設8個課室及42個分館。

## 外部連結
- 臺中市立圖書館清水分館
- 臺中市立圖書館清水分館簡介 （页面存档备份，存于）